# Konstandinos Tasulas
Konstandinos Tasulas, gr. Κωνσταντίνος Τασούλας (ur. 17 lipca 1959 w Janinie) – grecki polityk, prawnik i samorządowiec, parlamentarzysta, w latach 2014–2015 minister kultury, w latach 2019–2025 przewodniczący Parlamentu Hellenów, od 2025 prezydent Grecji.

## Życiorys
Z zawodu prawnik, ukończył studia na Uniwersytecie Narodowym im. Kapodistriasa w Atenach. W drugiej połowie lat 80. w ramach przyznanego stypendium pracował w firmie prawniczej w Londynie. Dołączył do Nowej Demokracji. W latach 1981–1990 był prywatnym sekretarzem Ewangelosa Awerofa, jednego z historycznych przywódców ND. W latach 1989–1990 pełnił funkcję doradcy w różnych resortach, później do 1993 kierował organizacją zajmującą się promocją eksportu. Od 1990 był radnym miejscowości Kifisia, w latach 1994–1998 pełnił funkcję burmistrza. Pracował również w strukturze partyjnej, zajmując się sprawami służby cywilnej i imigracji.
W 2000 po raz pierwszy uzyskał mandat posła do Parlamentu Hellenów z okręgu Janina. Z powodzeniem ubiegał się o reelekcję w kolejnych wyborach w 2004, 2007, 2009, maju 2012, czerwcu 2012, styczniu 2015, wrześniu 2015, 2019, maju 2023 i czerwcu 2023.
W czerwcu 2014 został ministrem kultury i sportu w gabinecie Andonisa Samarasa. Resortem tym kierował do stycznia 2015. W lipcu 2019 objął urząd przewodniczącego Parlamentu Hellenów. Wybrany na tę funkcję ponownie w kolejnych kadencjach parlamentu – w maju 2023 oraz lipcu 2023.
W połowie stycznia 2025 premier Kiriakos Mitsotakis zapowiedział wystawienie jego kandydatury na urząd prezydenta. 16 stycznia tegoż roku Konstandinos Tasulas złożył rezygnację z funkcji przewodniczącego parlamentu i zrzekł się mandatu poselskiego. Na prezydenta Grecji został wybrany 12 lutego 2025 w czwartej turze głosowania, otrzymując wówczas w parlamencie 160 głosów. Urząd ten objął 13 marca tego samego roku.